# Thomas Henry Huxley
Thomas Henry Huxley (født 4. maj 1825 i Ealing i Middlesex i England, død 29. juni 1895 i Eastbourne) var en britisk biolog som er kendt som en tidlig tilhænger af Darwins tankegang. Han omtales ofte som Darwins bulldog på grund af sit forsvar for mange (men ikke alle) af Darwins teorier. Han huskes særligt for sine voldsomme diskussioner med biskop Samuel Wilberforce. 
Hans videnskabelige debatter med Richard Owen er et godt eksempel på hans syn. Huxley prøvede at finde ligheder mellem menneskets og gorillaens skeletter, og skrev om dette og lavede plancher. 
Han var i 1869 en af de pro-darwinister som grundlagde fagtidsskriftet Nature.
Hans essays gav ham ry som en af det engelske sprogs største stilister. Hans sprogbegavelse var med til at popularisere darwinismen for de brede masser, fordi han benyttede et sprog, som de fleste kunne forstå. 
Huxley menes at være den første person som begyndte at bruge ordet agnostiker. Han sagde, at kirken hævdede at sidde inde med en særlig gnosis (viden) om Gud og om tingenes oprindelse. Han kunne ikke acceptere dette, fordi det drejede sig om emner udenfor menneskets erkendelse, og at han derfor var agnostiker. 
Thomas Henry Huxley er far til Leonard Huxley og farfar til Julian Huxley, som bl.a. var UNESCOs første direktør og en af International Humanist and Ethical Unions stiftere, og forfatteren Aldous Huxley.

## Af Huxley opdagede uddøde dyrearter
- Acanthopholis (1867)
- Ankistrodon (1865)
- Cetiosaurus giganteus (tilsammen med Richard Owen 1870)
- Chasmatosaurus indicus (1865)
- Dasygnathus (1877, beskrevet om af MacLeay 1819)
- Euskelosaurus browni (1866)
- Hypsilophodon foxii (1869)

## Udvalgte priser
- 1894 – Darwinmedaljen
- 1890 – Linnean Medal
- 1888 – Copleymedaljen
- 1876 – Wollastonmedaljen
- 1852 – Royal Medal, førstepris